# Diga di Palagnedra
La diga di Palagnedra è una diga a gravità situata in Svizzera, nel canton Ticino, nei pressi di Palagnedra nel comune di Centovalli.

## Descrizione

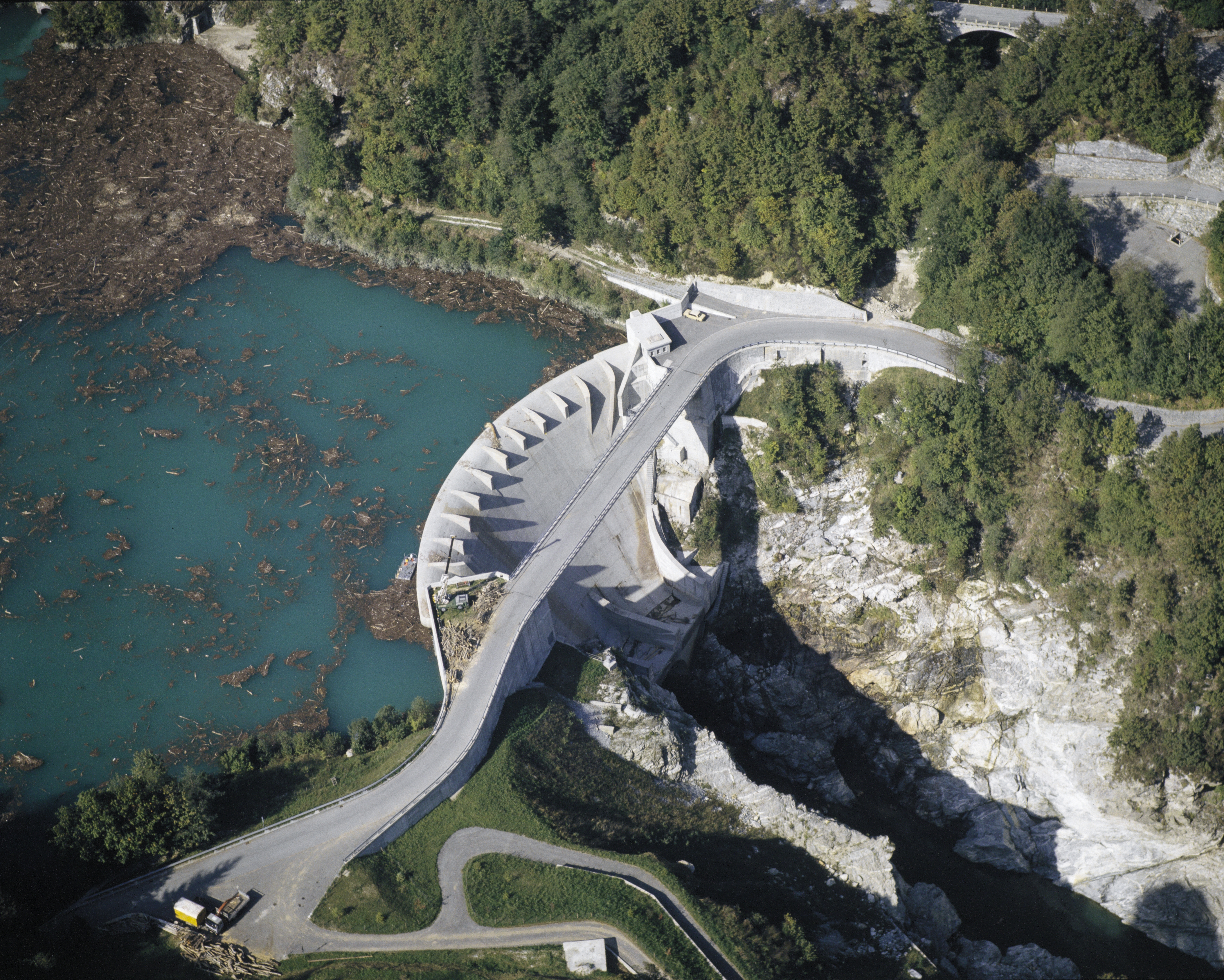
La diga dopo le modifiche apportate in seguito agli eventi dell'agosto 1978.

### Descrizione generale
La diga di Palagnedra ha un'altezza di 72 metri e il suo coronamento è lungo 207 metri. Il volume del corpo della diga è di 65'000 metri cubi. Lo sfioratore ha una capacità di ben 2200 metri cubi al secondo.
Il lago creato dallo sbarramento, il lago di Palagnedra ha un volume massimo di 4,26 milioni di metri cubi, una lunghezza di 2,2 km. Le sue acque vengono sfruttate dalle Officine idroelettriche della Maggia (OFIMA).
Il lago viene usato come bacino di compenso dopo la centrale "Cavergno", che turbina le acque provenienti dai diversi impianti tramite il bacino di compenso di Peccia.

### Gestione dei sedimenti
Sin dai primi anni dalla sua messa in servizio, il bacino di Palagnedra ha subito gravi problemi di sedimentazione. Questa problematica viene gestita con due misure principali.
La prima misura è un tunnel di deviazione di 1,7 km, costruito nel 1974. Uno sbarramento intermedio deriva ora nella galleria tutte le piene superiori ai 50 m3/s e fino a un massimo di 240 m3/s.
Malgrado questa misura, spurghi sono ancora effettuati per eliminare i sedimenti depositati. Un canale che collega la galleria affluente è stato costruito per mischiare acque "chiare" alle acque cariche di sedimenti immediatamente a valle della diga. Questo dovrebbe permettere di ridurre gli effetti nefasti degli spurghi sull'ambiente.

### Gestione del legname
Durante una devastante alluvione nel 1978, con un'ondata d'acqua superiore ai 3000 m3/s, la presenza originale del ponte al di sopra dello sfioratore bloccò un'impressionante quantità di legname nel bacino, causando una lunga messa fuori servizio dell'impianto e facendo allora anche temere per la stabilità dell'impianto, vista l'erosione subita dalle fondamenta della diga.
Il problema venne poi risolto con lo spostamento del ponte più a valle, eliminando così ogni limite superiore dello sfioratore per le grosse piene.